# Лхунце (дзонгхаг)
Лхунце (дзонґ-ке ལྷུན་རྩེ་རྫོང་ཁག་, Вайлі Lhun-rtse rdzong-khag) — дзонгхаг у Бутані, відноситься до Східного дзонгдею. Адміністративний центр — Лхунце.
Частина дзонгхага, зокрема населені пункти Монка та Сенгор, розташована на території національного парку Тхрумшінг. На території дзонгхага розташована священна долина і монастир Сінг'є-дзонг.

## Економіка
Розташований на північному сході, дзонгхаг є одним з найменш розвинутих районів Бутану. В Лхунце є кілька доріг, перша АЗС відкрилась лише в вересні 2005 року. Незважаючи на сприятливий клімат, сільське господарство ускладнене через нестачу інфраструктури.

## Адміністративний поділ

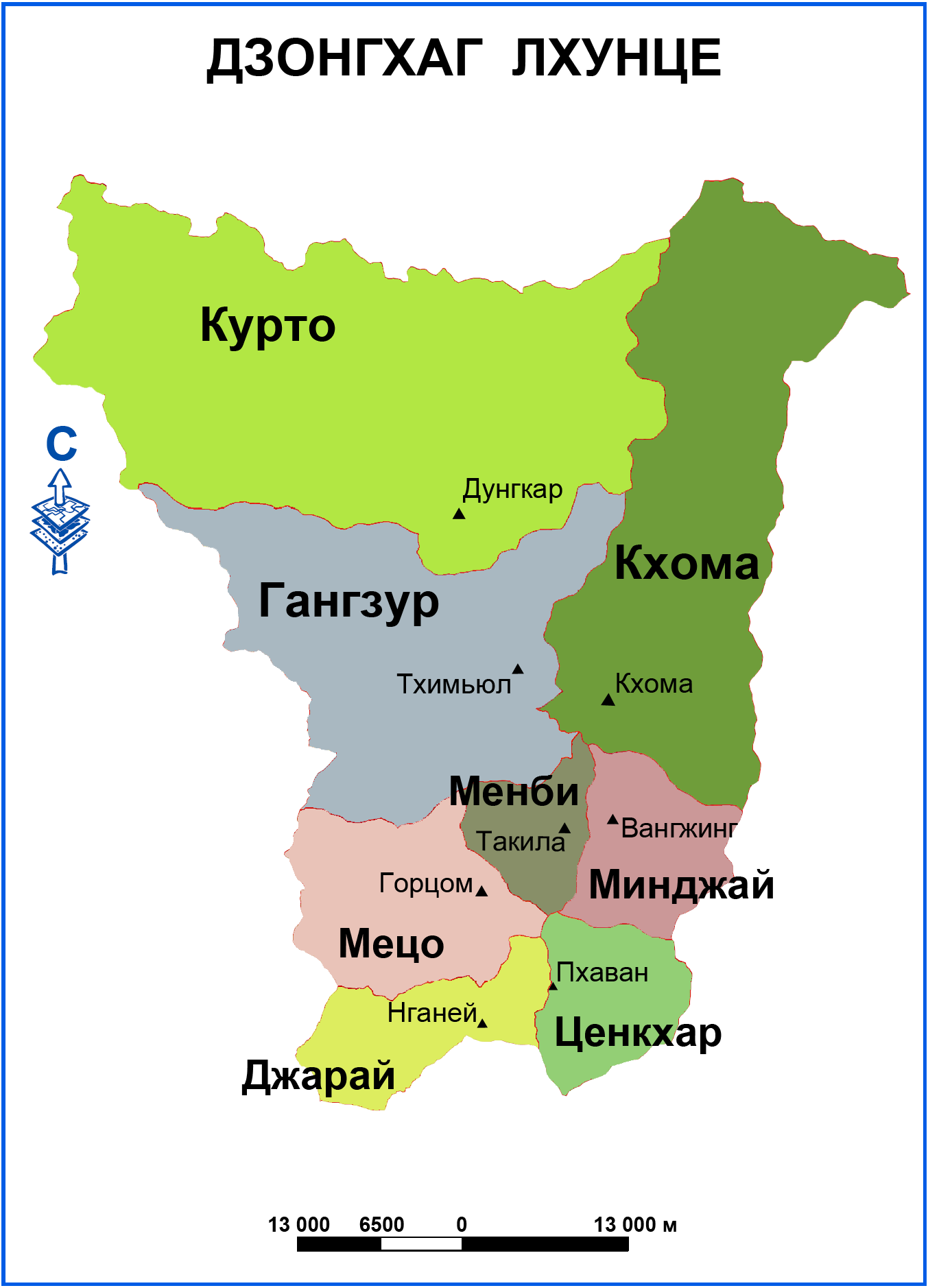
Гевоги дзонгхага Лхунце

До складу дзонгхагу входять 8 гевогів:
- Гангзур
- Джарай
- Курто
- Кхома
- Менбі
- Мецо
- Мінджай
- Ценкхар